# ロヴァチ川
ロヴァチ川（ロシア語: Ло́вать, ラテン文字表記: Lovat, ベラルーシ語: Ловаць）は、ベラルーシとロシア連邦を流れる河川である。水源はベラルーシ北西部ヴィーツェプスク州のロシア国境付近に位置する標高170mのロヴァテツ湖（Ловатец）に発する。同湖から流れ出た河川は、屈曲しながらロシア領内へと入り、その後北東方向へ向きを変え、ヴァルダイ丘陵を通過する。プスコフ州とノヴゴロド州を経て、イリメニ湖の南東に流入する。イリメニ湖への合流地点付近では、水深約4m、川幅約300mとなり、ポーラ川をはじめとする他の流入河川とともに内陸デルタを形成する。ロヴァチ川は通常、11月末から1月初頭にかけて凍結し、3月から4月頃に融氷と雪解け水により増水する。

## 水系と支流
ロヴァチ川の主な支流には、クーニャ川、ポリスチ川、レディヤ川などが挙げられる。これらの支流は、ロヴァチ川の水量と流域の環境に影響を与えている。

## 沿岸の都市
ロヴァチ川沿いに位置する主要な都市としては、ヴェリーキエ・ルーキ（Вели́кие Лу́ки）とホルム（Холм）が存在する。これらの都市は、歴史的にもロヴァチ川との関わりが深く、経済や文化の面で重要な役割を果たしてきた。

## 歴史
ロヴァチ川は、河口から70km上流まで航行が可能であるが、現代においては定期的な航行は行われていない。しかしながら、中世以前には、バルト海やスカンジナビア半島とビザンチン帝国を結ぶ重要な交易路の一部を担っていた。当時、毛皮などの交易品を運搬する人々は、ネヴァ川、ラドガ湖、ヴォルホフ川、イリメニ湖を経てロヴァチ川を遡り（連水陸路）、途中陸路を介してドニエプル川水系の上流へと至り、再び船を用いて交易を行っていた。この交易路は、当時のヨーロッパにおける経済と文化の交流において重要な役割を果たした。